# 劉小群
劉小群，香港資深編劇，現為香港無綫電視資深編審。曾在亞洲電視、壹電視及香港電視網絡任職編劇／編審，其丈夫同為編審朱鏡祺。

## 簡歷
1988-1994於無線電視及亞洲電視任職編劇、高級編劇。1994-2010年於無線電視晉升為首席編劇，曾撰寫開創宮鬥劇先河的《金枝慾孽》，擅長警匪劇，作品有《陀槍師姐II》、《陀槍師姐III》、《陀槍師姐IV》、《法證先鋒II》、《讀心神探》、《談判專家》。2010-2011年加入台灣壹電視，任職首席編劇。2011年加入香港電視網絡，任職劇本審閱。2014年為自由電影編劇，作品有《湄公河行動》，榮獲第31屆金雞獎最佳故事片。2015年再次重返無線電視任職劇本審閱。近年編審的劇集包括《警界線》、《不懂撒嬌的女人》等。2019年無線電視收視冠軍《鐵探》是無線首部於Netflix上架之電視劇。

## 編劇／編審列表

### 電視劇（無綫電視）
- 1989年：《公私三文治》編劇
- 1994年：《笑看風雲》編劇
- 1995年：《忘情阔少爷》編劇
- 1996年：《天地男兒》編劇
- 1998年：《西遊記（貳）》編劇
- 1999年：《狀王宋世傑（貳）》編劇
- 2000年：《金裝四大才子》編劇、《陀槍師姐II》編劇
- 2001年：《陀槍師姐III》編劇
- 2002年：《談判專家》編劇
- 2004年：《陀槍師姐IV》編劇、《金枝慾孽》編劇
- 2006年：《法證先鋒》編劇
- 2008年：《法證先鋒II》編劇
- 2010年：《讀心神探》編劇
- 2017年：《不懂撒嬌的女人》編審+編劇（與朱鏡祺合作）
- 2019年：《鐵探》編審+編劇（與朱鏡祺合作）
- 2021年：《刑偵日記》編審+編劇（與朱鏡祺合作）
- 2022年：《下流上車族》編審+編劇（與朱鏡祺合作）

### 電視劇（亞洲電視）
- 1990年：《我係Tuna Fi》編劇
- 1991年：《中環英雄》編劇、《暴雨燃燒》編劇
- 1993年：《銀狐》編劇
- 1994年：《洪熙官》編劇

### 電視劇（台灣）
- 2011年：《真的漢子》編劇

### 電視劇（香港電視網絡）
- 2013年：《警界線》編審

### 電影
- 2016年：《湄公河行動》編劇